# Camelia Voinea
Camelia Voinea född den 2 mars 1970 i Constanța, Rumänien, är en rumänsk gymnast.
Hon tog OS-silver i lagmångkampen i samband med de olympiska gymnastiktävlingarna 1988 i Seoul.